# Andalusisch-Arabisch

Geschiedenis van het Arabisch in Iberië

Andalusisch-Arabisch, ook wel bekend als Iberisch-Arabisch, is een uitgestorven dialect van het Arabisch dat werd gesproken in Al-Andalus (het huidige Spanje en Portugal). Het behoort tot de Maghrebijnse dialecten en is nauw verwant aan het Marokkaans-Arabisch. Eeuwenlang was het de meest gesproken taal op het Iberisch schiereiland. Het werd een uitgestorven taal nadat de Morisken (Moriscos) tijdens de reconquista werden verdreven door de ‘kruisvaarders’. Het gebruik ervan bleef tot op zekere hoogte in Noord-Afrika na de uitzetting, hoewel Andalusische sprekers snel werden geassimileerd door de Maghrebijnse gemeenschappen waarnaar ze vluchtten.
Andalusisch-Arabisch wordt nog steeds gebruikt in Andalusische muziek en heeft de dialecten van steden als Sfax, Fez, Rabat, Nedroma, Tlemcen, Blida en Cherchell aanzienlijk beïnvloed. Het wordt nog steeds gebruikt door gemeenschappen van de nazaten van Morisken (Andalusische moslims) in steden zoals Tanger en Tetouan in Marokko en Testour, Ghar al Milh en Sfax in Tunesië, die Moriskenvluchtelingen verwelkomden. Het oefende ook enige invloed uit op Mozarabisch, Spaanse (met name Andalusische, Ladino, Catalaanse), Portugese, klassiek Arabische en de Magrebijnse dialecten.
Het Arabisch in Andalusië lijkt zich snel te hebben verspreid en is over het algemeen oraal gebruikt in de meeste delen van Al-Andalus tussen de 8e en de 15e eeuw. Het aantal sprekers heeft naar schatting een piek bereikt bij ongeveer 5-7 miljoen sprekers rond de 11e en 12e eeuw voordat het slinkt als gevolg van de Reconquista, de geleidelijke maar niet aflatende overname door de christenen. In 1502 werden de moslims van Granada gedwongen te kiezen tussen bekering en ballingschap; degenen die zich bekeerden, werden de Morisken genoemd. In 1526 werd deze vereiste uitgebreid tot de moslims elders in Spanje (Mudéjars). In 1567 vaardigde Filips II van Spanje een koninklijk besluit uit in Spanje dat Morisken verbood het gebruik van het Arabisch bij alle gelegenheden, formeel en informeel, in woord en geschrift. Het gebruik van het Arabisch in welke zin dan ook zou als een misdaad worden beschouwd. Ze kregen drie jaar de tijd om een 'christelijke' taal te leren, waarna ze zich van al het Arabische geschreven materiaal moesten ontdoen. Dit veroorzaakte een van de grootste Morisco-opstanden. Toch bleef Andalusisch Arabisch in bepaalde delen van Spanje in gebruik tot de uiteindelijke uitzetting van de Morisken aan het begin van de 17e eeuw.
Zoals in elk ander Arabisch sprekend land, waren de moedertaalsprekers van het Andalusisch Arabisch diglossisch, dat wil zeggen, ze spraken hun plaatselijke dialect in alle low-register-situaties, maar alleen klassiek Arabisch werd gebruikt wanneer een hoog register nodig was en voor schriftelijke doeleinden als goed.
Het Andalusische Arabisch behoort toe aan het vroeg-westelijke Neo-Arabisch, wat geen scheiding toestaat tussen de bedoeïenen-, stedelijke of landelijke dialecten, en evenmin toont het een waarneembaar verschil tussen gemeenschappelijke dialecten, zoals moslims, christenen en joden.
Het oudste bewijs van Andalusische Arabische uitingen kan worden gedateerd in de 10e en 11e eeuw, in losse aanhalingstekens, zowel in proza als in de klassieke stananistische gedichten (muwashahat), en dan, vanaf de 11e eeuw, in strofe dialectische gedichten (zajal) en collecties dialectale gezegden, terwijl de laatste documenten enkele bedrijfsdocumenten en één brief zijn die aan het begin van de 17e eeuw in Valencia zijn geschreven.